# Buváry Lívia
Buváry Lívia (Nagyatád, 1955. június 10. – Budapest, 2021. december 14. vagy előtte) magyar színésznő, énekművész.

## Életpályája
A Magyar Rádió Gyermekkórusának tagjaként kezdte énekesi karrierjét, majd a Bartók Béla Konzervatórium ének tanszakán folytatta tanulmányait. Az Országos Rendező Irodánál (ORI) népdal és nóta énekesi, az Országos Filharmóniánál pedig dal- és hangverseny énekesi előadóművészi engedélyt szerzett. A Színház- és Filmművészeti Főiskola operett-musical szakán Kazán István osztályában színésznőként diplomázott 1983-ban. A Pécsi Tanárképző Főiskolán magyar irodalom és ének-zene szakos tanári diplomát szerzett. 
Énekesként a Rajkó zenekar szólistája volt. Színésznőként a Pécsi Nemzeti Színház primadonnája, majd a Freibergi Városi Színház szólistája illetve a Drezdai Opera tagja volt. 1990-től visszatért Magyarországra, és dunai nemzetközi szállodahajókon „Madame Buváry” művésznéven lépett fel, illetve a Magyar Állami Operaház énekkari művésze volt, szóló feladatokkal. Több műfajban előadott dalkoncertjeit a Bartók Rádió, a Dankó Rádió és több televízió is közvetítette és archiválta. Saját kiadásban hanghordozói jelentek meg. Rendezvényeken, gálaesteken lépett fel, és önálló estjeivel is járta az országot. 
2021-ben Dankó Pista-életműdíjat kapott.

## Fontosabb színházi szerepeiből
- Giuseppe Verdi: Rigoletto... Giovanna
- Kálmán Imre: Cirkuszhercegnő... Fedóra hercegnő
- Kálmán Imre: A Bajadér... Darimonde Odette
- Kálmán Imre: Ördöglovas... Leontine
- Lehár Ferenc: Luxemburg grófja... Angele
- Lehár Ferenc: A mosoly országa... Lóri, fiatal lány
- Eugène Scribe: Fra Diavolo, a rablók királya... Zerlina
- Georges Feydeau: A barátom barátnője... Gaby
- Bozay Attila: Az öt utolsó szín... Polgár leány

## Önálló estjeiből
- „Egy hangulatos este…” a 30-40-50-es évek nosztalgia zenéi
- Dankó Pistával és Gárdonyi Gézával  – Buváry Lívia önálló estje

## Zenei albumai
- Kozák Gábor József és Rácz Béla – Régi nóta szól a húron: Piros rózsák beszélgetnek (LP, Album) Qualiton SLPM 10262 (1991)
- Buváry Lívia – Operett örökzöldek 1.
- Szép vagy, gyönyörű vagy Magyarország – Nóták, csárdások, népdalok, kuplék, operettek
- Robert Stolz – Blumenlieder Op. 500
- Operetten–Lieder–Traum